# Eva-Maria Niit
Eva-Maria Niit (* 5. Februar 2002 in Tartu) ist eine estnische Fußballspielerin.

## Karriere

### Verein
Niit begann ihre Karriere beim estnischen Verein JK Tammeka Tartu. Im Jahr 2024 wechselte sie zum polnischen Klub Medyk Konin. Anschließend schloss sie sich dem belgischen Verein KRC Genk Ladies an, wo sie in der Saison 2024/2025 in der Lotto Super League spielte. 

### Nationalmannschaft
Seit 2020 spielt Niit für die Estnische Fußballnationalmannschaft. Ihr Debüt gab sie am 23. Februar 2021 in einem Spiel gegen Slowenien, bei dem sie für Pille Raadik eingewechselt wurde.